# Jardin xérophile
Ne doit pas être confondu avec Jardin sec.
 (mars 2021).
Si vous disposez d'ouvrages ou d'articles de référence ou si vous connaissez des sites web de qualité traitant du thème abordé ici, merci de compléter l'article en donnant les références utiles à sa vérifiabilité et en les liant à la section « Notes et références ».

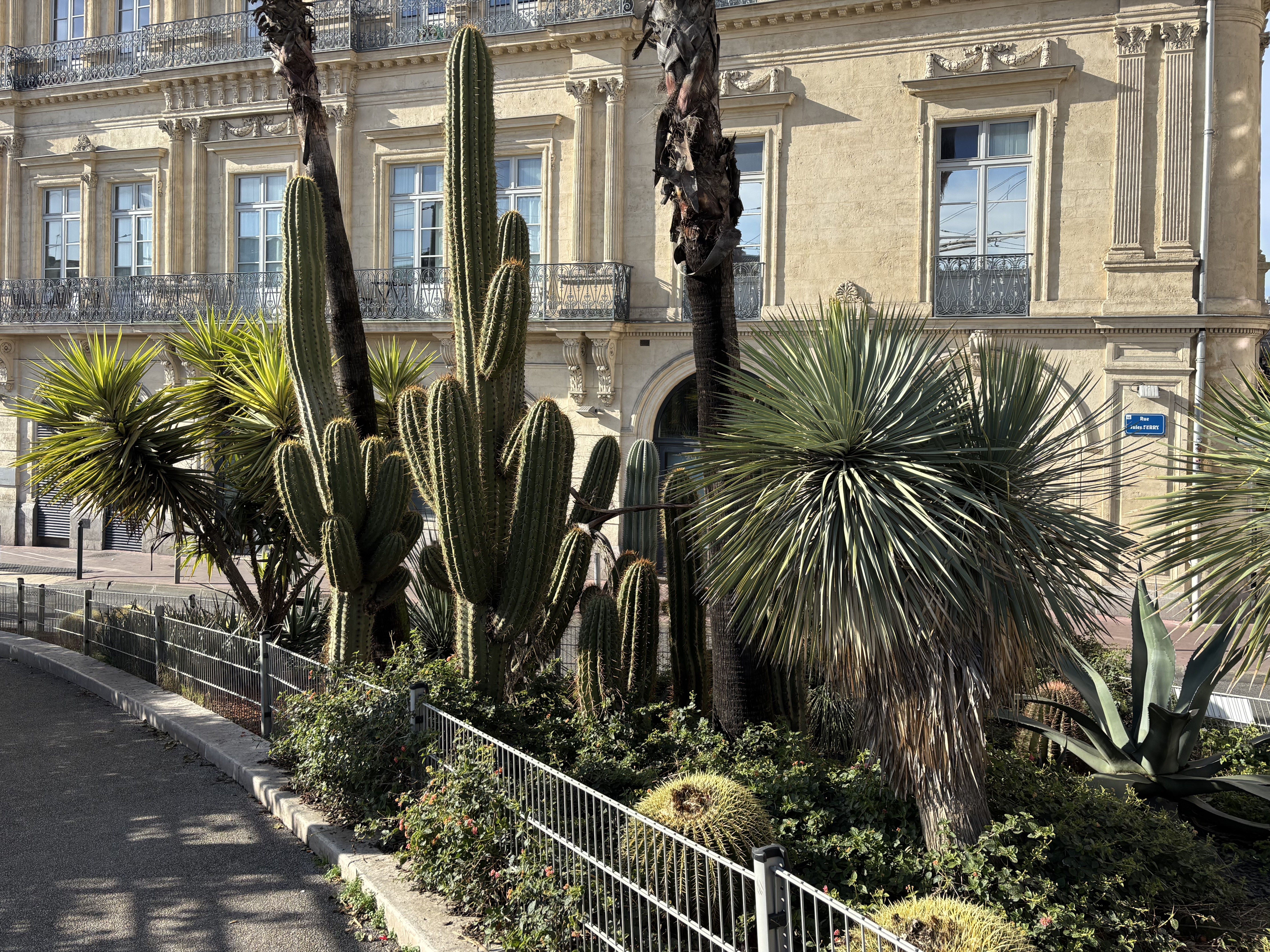
jardin xérophile à Montpellier

Un jardin xérophile est un jardin qui, de par ses espèces xérophiles et ses aménagements particuliers, est adapté à un milieu climatique sec ou désertique, en vue de réduire l'usage de l'irrigation. Les jardins xérophiles ont été conçus en 1978 par Denver Waters, l'agence publique d'administration des eaux de la ville de Denver (Colorado).

## Principes
La constitution d'un jardin xérophile se fait selon sept principes :
1. Planification[1] : elle commence par un diagramme représentant les éléments essentiels du terrain, y compris les maisons, les routes, les arbres etc. Suit ensuite une première ébauche (graphique à bulles) qui inclut les zones de pelouse, les vues, les pentes etc.
2. Choix des sols amendés : la plupart des plantes tirent parti du l'usage du compost, qui les aide à retenir l'eau, mais certaines plantes désertiques préfèrent des sols à graviers. Il s'agit donc d'adapter le sol aux plantes, ou l'inverse.
3. Mise en place d'un système d'irrigation : l'objectif est d'optimiser la consommation d'eau, souvent par un système d'arrosage automatique et par le choix d'une méthode efficace d'irrigation (vaporisateur, barboteur, rotor...), qui réduit l'évaporation de l'eau (pas d'arrosage de jour ou les jours de pluie) et favorise la création de racines profondes (arrosage irrégulier et profond).
4. Choix des zones de plantage et des espèces de plantes : en groupant les plantes qui ont des besoins similaires, et en plaçant les plus fragiles à l'ombre de plantes plus grandes par exemple.
5. Usage du paillis : qui permet de garder les racines au frais, de minimiser l'évaporation et la croissance des herbes folles. Le paillis peut être organique (écorce ou copeaux de bois), en fibre (pour créer une toile qui résiste au vent et aux glissements de terrain) ou fait de cailloux et de gravier (tout en prenant garde à ce que les pierres exposées au soleil ne chauffent pas excessivement les plantes autour d'elles).
6. Réduction des zones de pelouse : en ayant recours à des plantes grasses ou des variétés de la région, qui utilisent souvent moins d'eau.
7. Entretien : un jardin xérophile a besoin d'un entretien régulier, notamment pour être fertilisé et pour éliminer les déchets organiques qui peuvent être recyclés en compost.